# Pendaja
Pendaja (gr. Πεντάγεια, tur. Yeşilyurt) – wieś na Cyprze, w dystrykcie Nikozja.